# شقران لاطئ
شقران لاطئ (الاسم العلمي: Puccinia sessilis) هو نوع من الفطريات يتبع جنس الشقران من الفصيلة الشقرانية.